# Annona reticulata
La chirimoya o anona (en Yucatán) (Annona reticulata), es una especie que pertenece a la familia Annonaceae. 

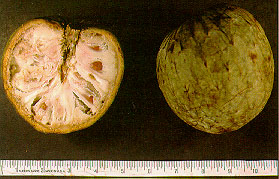
Fruta

## Descripción
Son árboles, que alcanzan un tamaño de hasta 20 m de alto; ramas jóvenes esparcido-tomentulosas, glabrescentes. Hojas angosta a ampliamente elípticas, raramente ovadas, 6–25.1 cm de largo y 1.9–9.2 cm de ancho, ápice acuminado, base cuneada a obtusa. Inflorescencias opuestas e internodales, de pocas flores, pedicelos 1.6–2.4 cm de largo, escasamente puberulentos, con una bráctea pequeña, elíptica, dispuesta hacia la base; sépalos ampliamente ovados, 0.3 cm de largo y 0.4 cm de ancho, ápice agudo, tomentosos; pétalos exteriores lineares, hasta 3.2 cm de largo y 0.7 cm de ancho, aplanados por fuera, cóncavos por dentro, verdes matizados de morado en la parte interna de la base, pétalos internos rudimentarios; sostenidas por peciolos cortos de 1 a 2.2 cm. Flores en inflorescencias cortas de 0.5-3 cm de largo. Fruto ovoide, de 7 cm de largo y diámetro, rojizo cuando maduro con los carpelos individuales apenas distinguibles con areolas aplanadas.
El fruto tiene un aspecto liso con unas ligeras prominencias, se le asemeja con un corazón, es de color verde y en algunos casos rojizos; aromática, de sensación suave y dulce, es comestible.

## Taxonomía
Annona reticulata fue descrita por Carlos Linneo y publicado en Species Plantarum 1: 537. 1753.
Etimología
Annona: nombre genérico que deriva del Taíno Annon. reticulata: epíteto latino que significa "con forma de red".

## Distribución y hábitat
Es una fruta originaria de América Central y parte de América del Norte (parte sureste de México). Nativo de México a Panamá, Antillas y Sudamérica. Por haberse encontrado una variedad silvestre en Guatemala y Belice, y un gran número de cultivares, sugiere que esta zona es el área de origen. En Costa Rica se observa en principalmente en el noroeste de Guanacaste.
En México se encuentran 14 géneros y 63 especies de Annonaceae distribuidas principalmente en regiones tropicales del Sureste de México. La conservación in situ es esporádica, se está dando en huertos de traspatio para la guanábana (Annona muricata), chirimoya (A. cherimola), chincuya (A. purpurea) y saramuyo (A. squamosa) principalmente. La anona (A. reticulata), ilama (A. diversifolia) y chincuya (A. purpurea) son fomentadas pero no multiplicadas. La conservación ex situ se mantiene en bancos de germoplasma in vivo o colecciones de trabajo para guanábana (30 colectas), chirimoya (70 colectas) e ilama (100 colectas) solamente. Las semillas de estas especies no son ortodoxas y su conservación a mediano y largo plazo no está resuelta en México.
Es un árbol característico de regiones tropicales de baja a mediana altitud: hasta los 400 m s. n. m. (metros sobre el nivel del mar) en El Salvador, los 1200 m s. n. m. en Guatemala, y los 1500 m s. n. m. en otros países de América Central. Exige grandes disponibilidades de agua, aunque la capa freática no debe estar muy cerca de la superficie. Le gusta por tanto los sitios húmedos, y es común encontrarlo cerca de ríos y arroyos. Este árbol es exigente en cuanto a suelos profundos y bien drenados, y el cultivo no es exitoso en suelos ligeros, arenosos y secos. Especial sensibilidad a las temperaturas bajas debido a sus sistema radical superficial, sufre mucho el efecto de los vientos, exige grandes disponibilidades de agua, no es exitoso en suelos arenosos ni ligeros.

## Estado de Conservación
En México en el año 2002 se constituyó la Red Mexicana de Anonáceas (REMA), organización cuyo objetivo central es la gestión de los recursos genéticos de especies del género Annona y géneros silvestres relacionados, que ante la amenaza cada vez mayor del deterioro ambiental se encuentran en riesgo de erosión genética y pérdida gradual. Los objetivos de la conservación in situ son los de conservar la variabilidad genética (genes) de las especies de Annona de mayor importancia económica y reducir los riegos de erosión genética y pérdida de individuos. Estos riesgos surgen por la introducción de nuevos cultivos, por la construcción de caminos y vivienda. La gran riqueza genética de la mayoría de las especies de Annona, por fortuna, está siendo conservada por los agricultores debido al valor de uso comestible y medicinal. Aunque existen riesgos, este está siendo disminuido por la práctica de la agricultura tradicional y la recolección de las anonas por los agricultores rurales.

## Usos
El mayor y más importante uso que se le dan a esta fruta, es en el ámbito de la gastronomía debido a que son el ingrediente de aguas frescas, helados y dulces.

## Propiedades
Indicaciones: La raíz es astringente y tónico. Las semillas son astringente, se han usado en casos de diarrea y disentería.
El núcleo de la semilla es altamente venenoso y las raíces contienen también un veneno mortal.
Se usan el fruto, las semillas y la corteza.

## Nombres comunes
- anona roja, anona corazón, corazón de buey, mamán, cachimán, candón, mamón,[1][13][3]  anona de Cuba, quauhtzapotl de México, chirimoyo de Cuba, anona lisa de la Guayana o matzapotl de México;[14] anona colorada, anona silvestre, anono, anonillo, anono montés.[15]